# Maritime Soziologie

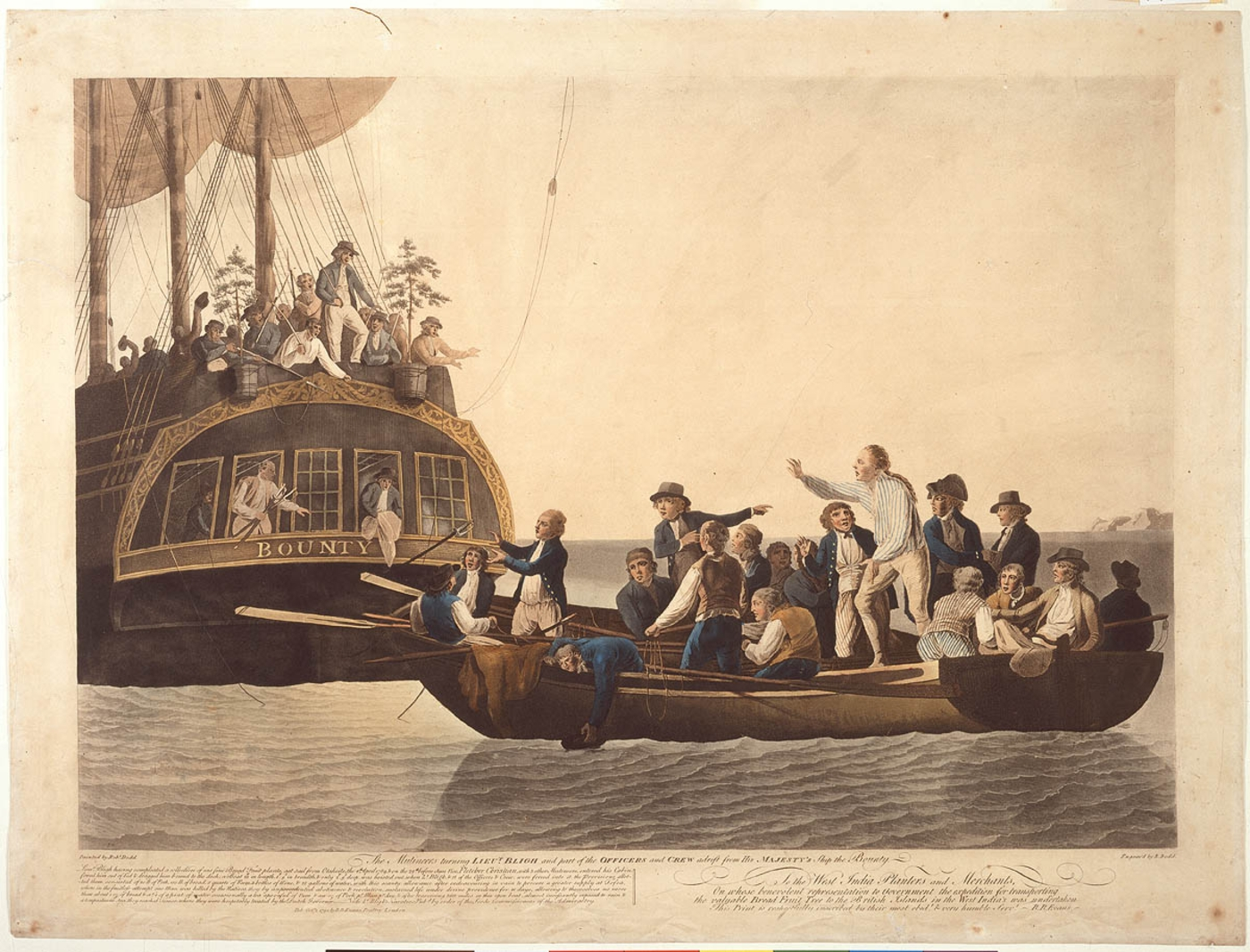
Die Meuterei auf der Bounty ist weltweit die berühmteste Meuterei
und ein typisches Beispiel
der Besonderheiten
eines Aufstandes auf See

Die Maritime Soziologie (von lat. mare „Meer“) ist eine Spezialisierung innerhalb der Soziologie. Sie befasst sich mit sozialen Prozessen rund um menschliche Aktivitäten mit und auf dem Meer. Dazu gehören etwa die die Schifffahrt in Küstenmeeren und auf hoher See, Fischerei, Meeres- und Küstentourismus, Küstenmanagement und Meeresbergbau. Außerdem befasst sich die Disziplin mit den Bezügen dieser Themenfelder zu seegestützten politischen, wirtschaftlichen, militärischen, beruflichen, kulturellen, brauchtumsmäßigen und religiösen Institutionen. Auch sind die gesellschaftlichen Naturverhältnisse unter maritimen Gesichtspunkten Gegenstand der maritimen Soziologie.

## Zur Thematik
Der Themenreichtum der Maritimen Soziologie nähert sie der allgemeinen soziologischen Theorie an. Da es in dieser jedoch bislang nahezu ausschließlich um festlandbezogene Fragestellungen geht, ist die Maritime Soziologie als eine Spezielle Soziologie einzustufen.
Diesbezügliche Forschungen wurden zunächst weit zerstreut erarbeitet und publiziert, wie zum Beispiel:
- Ferdinand Tönnies über die soziale Lage von Hafenarbeitern und Seeleuten[1] in Seehäfen[2]
- Bronislaw Malinowski über das religiöse und fernhändlerische melanesische Kula[3]
- Franz Borkenau über die Mentalitätsänderungen in der Völkerwanderung bei denjenigen Völkerschaften der Kelten (Iren) und Germanen (Normannen, Wikinger), die das Festland verließen, da sich auf seegehenden Schiffen die Führungsverantwortung änderte und zuspitzte.[4]
- Die Theorie des polnischen Soziologen Ludwik Janiszewski über die Marinisierung ("Marynizacja").[5] Der Begriff beschreibt eine historische Tendenz der zunehmenden Verflechtung des Terrestrischen mit dem Maritimen bzw. eine tendenziell wachsende Bedeutung der Beziehungen zum Meer und der Meeresnutzung für menschliche Gesellschaften.[6]

Derzeit ist die Maritime Soziologie in Mitteleuropa an der Christian-Albrechts-Universität in Kiel und an der Universität Szczecin (Stettin) (Polen) vertreten. Ihre Materien erscheinen auch in den Lehrplänen der nautischen Fach- und Fachhochschulen, wo sie meist als Problemstellungen der Fachausbildung und der Führung von Schiffsmannschaften behandelt werden.
In vielen anderen Ländern, wie zum Beispiel USA, Kanada und Spanien ist sie Bestandteil von Spezialisierungen oder hat auch eigene Studiengänge, so an der East Carolina University (USA), der University of South Alabama (USA), der Memorial University of Newfoundland (Kanada) und der Universitat Politècnica de Catalunya (Spanien).

### Gesellschaftsprägungen
Ganze Kulturen weisen Eigentümlichkeiten auf, die ihre hohe Angewiesenheit auf die Herausforderung durch das Meer und seine Chancen und Gefahren widerspiegeln.
Dies gilt schon seit der Steinzeit (Seefischerei als Hauptnahrungsquelle von Insel- und Küstenbewohnern – siehe auch: Køkkenmøddinger).
Es wird deutlich in den Thalassokratien des Altertums (z. B. Karthago, Athen), in Sonderentwicklungen des Mittelalters (z. B. in Polynesien, auf Island), im auf die Seemacht gestützten Kolonialismus der frühen Neuzeit (z. B. Venedig, Portugal, die Niederlande) bis hin zum Kampf um die weltweite Seeherrschaft ab dem 18. Jahrhundert bis heute (zunächst Großbritannien, dann die USA).
Die sozialen Auswirkungen reichen vom alltäglichen sozialen Handeln (vgl. Seemannssprache, Vereinbarkeit von Familie und Beruf) und von den ‚seemännischen Tugenden‘ (vgl. Mut) bis in die Religion (vgl. die Kulte von Meeresgottheiten, etwa Poseidon) und in besondere ‚Aberglaubens‘-Formen (am bekanntesten wohl der Klabautermann).

### Heutige Fragestellungen

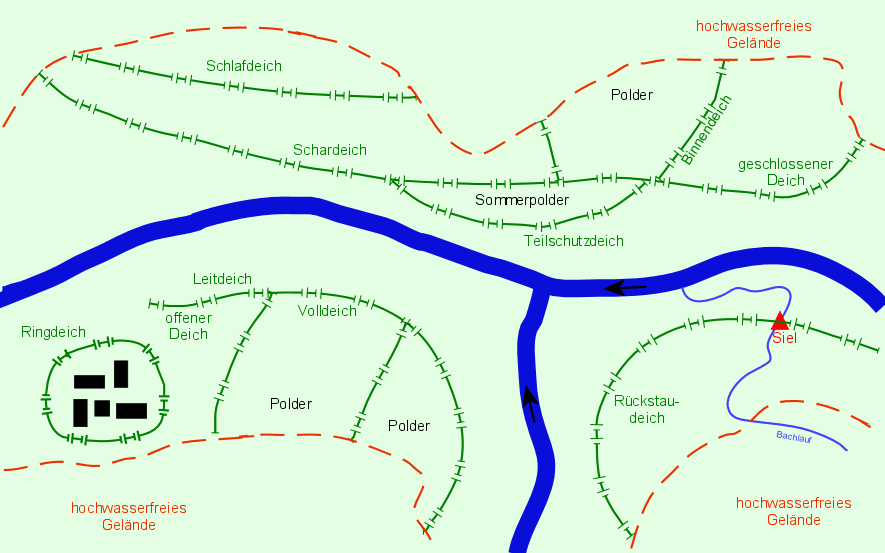
Deichsystem

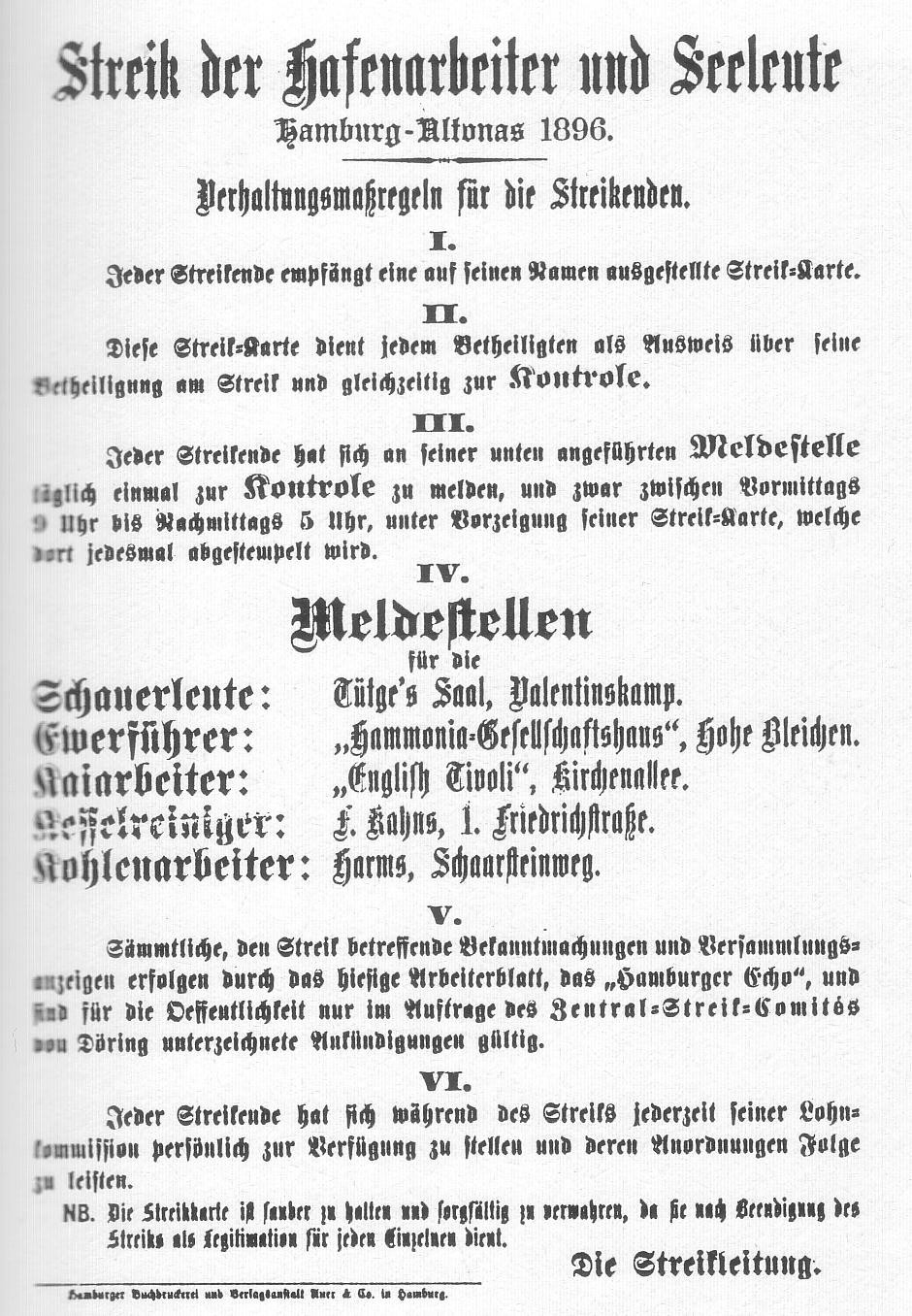
Flugblatt vom November 1896
zum Hamburger Hafenarbeiterstreik
mit Anweisungen zum Verhalten
und zur Bedeutung der Streikkarten

Heutige Fragestellungen der Maritimen Soziologie beziehen sich auf Bereiche, bei denen die soziologische Feldforschung bislang nahezu ausschließlich auf festländische Untersuchungsgegenstände ausgerichtet war, so dass ihre Ergebnisse bei maritimen Problemlagen zu viele Fragen offenlassen. Sie beziehen sich demgemäß:
- auf Schiffsbesatzungen als „totale Institutionen“, auf Heuerkämpfe (vgl. Abb. rechts),
- auf Reedereien, Werften, seegehende Fabriken, ‚Weiße Industrie‘ (Seebäder, Kreuzfahrten), Seebestattungswesen, Entsorgung auf See,
- auf das Seenotrettungswesen (vgl. auch Triage) und damit einhergehend auf Überlebenssituationen im Bereich des Survival (vgl. das Brett des Karneades, Kannibalismus u. a. mit dem Rechtsfall R v Dudley and Stephens, und die Lifeboat Ethics bzw. die Tragik der Allmende von Garrett Hardin),
- auf den organisierten Überflutungsschutz an Land (vgl. Deichbau),
- auf Seerechtsprechung, Seeämter, Schifffahrts- und Strompolizei,
- auf kulturelle Auswirkungen der Seefahrt auf Wissenschaften und Künste (vgl. z. B. Schiffbau, Marinemalerei).

## Wissenschaftliche Zeitschriften
Zurzeit gibt es keine wissenschaftliche Zeitschrift, die sich exklusiv der maritimen Soziologie widmet. Allerdings behandelt eine Reihe interdisziplinärer Veröffentlichungen regelmäßig Themen der Disziplin.
- Asia-Pacific Journal of Marine Science & Education[7]
- Constanta Maritime University Annals[8]
- Marine Policy[9]
- Maritime Policy & Management[10]
- Maritime Studies[11]
- Pomorstvo. Scientific Journal of Maritime Research[12]
- Roczniki Socjologii Morskiej. Annals of Maritime Sociology (1986-2016)[13]
- WMU Journal of Maritime Affairs[14]

## Siehe auch

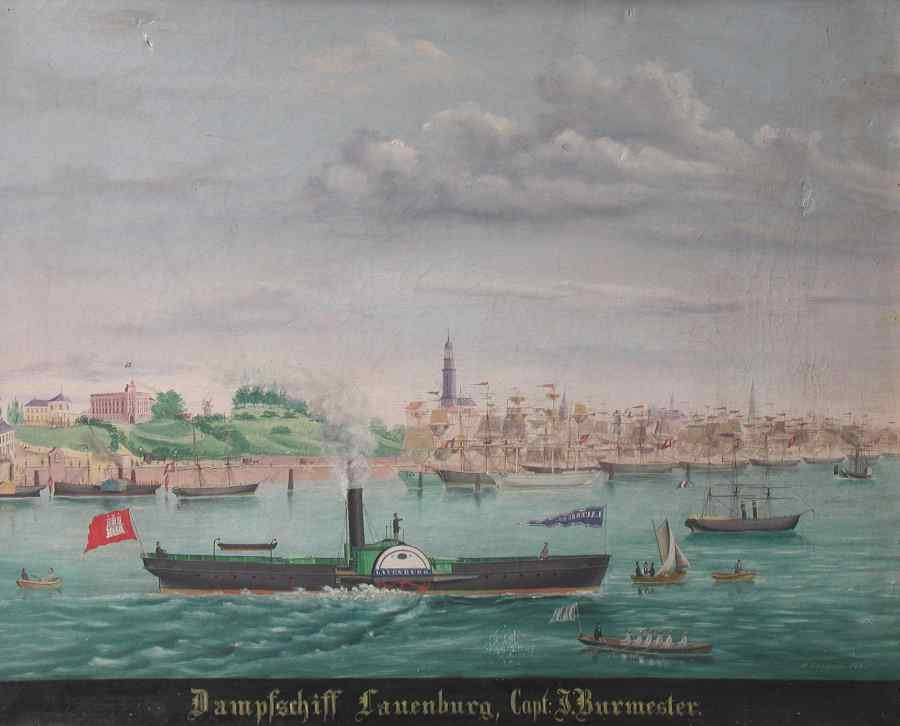
Ein „Kapitänsbild“:
Das Dampfschiff „Lauenburg“
des Hamburger Kapitäns J. Burmester